# Angela Robinson
Angela Robinson (nacida el 14 de febrero de 1971) es una directora de cine y televisión, guionista y productora estadounidense. El Festival de Cine LGBTQ People of Color Outfest Fusion le otorgó a Robinson el premio Fusion Achievement Award en 2013 por su contribución a la visibilidad mediática de la comunidad LGBTQ+.

## Trayectoria
Robinson nació en Chicago. Estudio en la Universidad de Brown, donde se especializó en teatro y más tarde realizó una maestría en Bellas Artes de la Universidad de Nueva York.
Robinson trata con frecuencia temas gais y lésbicos en sus películas. El primer trabajo cinematográfico de Angela Robinson fue una película en blanco y negro, Chickula: Teenage Vampire, sobre un vampiro homosexual. La película se proyectó en festivales de cine LGBTQ en 1995.

## Películas

### D.E.B.S.
En 2003 dirigió el cortometraje DEBS, producido por Power Up. El cortometraje ganó cuatro premios, entre ellos el Premio del Jurado del Festival Internacional de Cine Bearfest-Big Bear Lake al Mejor Cortometraje, el Gran Premio de los PlanetOut Short Movie Awards, el Premio del Jurado del Festival Internacional de Cine Gay y Lésbico de Filadelfia al Mejor Cortometraje Lésbico y el Premio del Festival de Cine Lésbico y Gay de Nueva York al Mejor Cortometraje. Robinson pasó a dirigir una adaptación a  largometraje de DEBS (2004). DEBS es una comedia romántica lésbica sobre una "espía en prácticas, Amy Bradshaw, y una supervillana, Lucy Diamond". Amy recibe la misión de ir tras Lucy. Sin embargo, Amy empieza a desarrollar sentimientos por ella. DEBS tuvo en su momento un gran impacto en el cine queer. El veterano escritor de entretenimiento Adam Vary describió DEBS como "una película de espías gay" en su artículo "El nuevo cine queer". La escritora Katrin Horn comentó que DEBS es una película innovadora ya que busca desexualizar la identidad femenina que anteriormente estaba centrada en el cine lésbico chic. El uso que Robinson hace de técnicas narrativas y estilísticas en DEBS ofreció una nueva perspectiva sobre las representaciones lésbicas y la estructura de las comedias románticas heteronormativas.

### Girltrash!
En 2007, Robinson creó la serie en línea Girltrash! para OurChart, un sitio web de redes sociales dirigido principalmente a lesbianas. En 2014, Robinson escribió el guion de un largometraje musical y precuela de su película Girltrash! serie, Girltrash: All Night Long, dirigida por Alexandra Kondracke. Robinson también fue uno de los productores de la película. La película es un drama musical lésbico sobre dos músicos de rock and roll llamados Daisy y Tyler durante una noche en la subcultura LGBTQ+ de Los Ángeles. La película ganó el premio del público en el Festival Internacional de Cine Lésbico y Feminista de París de 2015.

### Professor Marston and the Wonder Women (El profesor Marston y las Mujeres Maravilla)
Robinson escribió y dirigió la película El profesor Marston y las Mujeres Maravilla, que se estrenó en 2017. La película se centra en William Moulton Marston, un psicólogo educado en Harvard que creó el personaje de la Mujer Maravilla en la década de 1940. Para la creación de la superheroína Marston recibió ayuda de su esposa Elizabeth y de Olive Byrne, una asistente de investigación. La película también incluye la relación poliamorosa que tenían Marston, Elizabeth y Olive y cómo eso afectó sus carreras y vidas.
La inclusión en la película de una relación lésbica entre Elizabeth Marston y Olive Byrne después de la muerte de William fue criticada y denunciada por Christie Marston, hija del hijo de William, Moulton, quien dijo que la narrativa la había "tomado por sorpresa" ya que nadie en la película se comunicó con ella ni con su familia. Por su parte, Robinson admitió en una entrevista con Abraham Riesman en Vulture que no hizo ningún esfuerzo por contactar a la familia. Ella admitió que toda la historia era ficticia y que "quería poder explorar mi propia interpretación de lo que era la historia... Sentí que su historia había estado oculta  durante mucho tiempo, y quería excavar e interpretar lo que encontré y luego escribir la película".

### Extraño en el paraíso
En 2017, Robinson trabajó con el dibujante Terry Moore en una adaptación de la novela gráfica Strangers in Paradise a largometraje.

## Programas de televisión

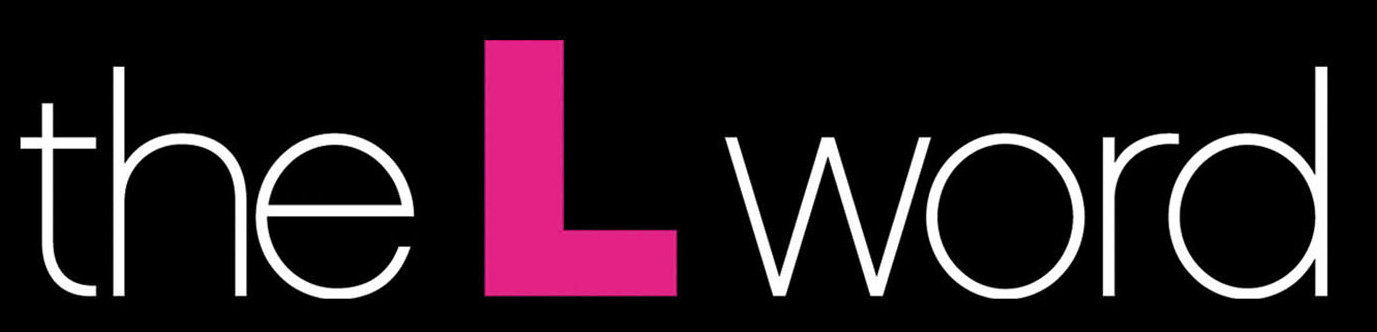
Serie de televisión estadounidense-canadiense

### The L World
En 2004, Robinson escribió, produjo y dirigió episodios del programa The L Word. El programa trata sobre la vida de un grupo de amigas lesbianas y bisexuales en Los Ángeles. El crítico de medios, Samuel A. Chambers, sostiene que la importancia de The L Word radica en que el programa dio mucha visibilidad a una variedad de identidades lesbianas y bisexuales en las líneas argumentales de sus personajes. Además, muchos de los invitados al programa eran actrices queer de Hollywood, como Jane Lynch y Sandra Bernhard. En 2006, el programa ganó el 17.º premio anual GLAAD Media. El premio reconoce y honra las representaciones inclusivas de las personas LGBTQ+ y las cuestiones que las afectan.

### True Blood

Serie de televisión dramática

Robinson ha trabajado como guionista de la serie de televisión True Blood. True Blood es un drama de fantasía estadounidense sobre Sookie Stackhouse, una camarera telépata que vive en una zona rural de Luisiana. La camarera se enamora de Bill Compton, un vampiro, y ambos deben afrontar los desafíos que conlleva su relación. El programa de ficción también se centra en la lucha de los vampiros por sus derechos y su asimilación en la sociedad.

### Otras obras
Robinson también se desempeñó como escritora y coproductora ejecutiva de la serie de televisión de HBO Hung, Además de su trabajo en cine y televisión, Robinson también escribió los primeros cuatro números de la serie Web en DC Comics.
En marzo de 2012, se anunció que Robinson escribiría un thriller sobrenatural para adolescentes con Dawn Olmstead (de Prison Break ) y Marti Noxon (de Mad Men) como productores.
Más recientemente, en 2021, Robinson firmó un acuerdo general con Warner Bros. para crear programas de televisión con guion para las plataformas de Warner Bros, incluidos Max, canales de cable básicos y prémium y cadenas de transmisión.
En Warner Bros., Robinson trabaja actualmente como escritora y productora ejecutiva con Max para desarrollar una serie basada en Madame X, un personaje de DC Comics también conocido como Madame Xanadu. Madame X es una clarividente que usa cartas del tarot para predecir el futuro y es inmortal debido a su trato con la Muerte. La serie será producida por Bad Robot en asociación con Warner Bros. Television.

## Vida personal
Robinson se declara abiertamente lesbiana. Su pareja es la escritora y directora de televisión Alexandra "Alex" Martínez Kondracke, hija de Morton Kondracke, a quien conoció mientras ambas estudiaban en la Universidad de Nueva York. Kondracke es también activista y cineasta. En 2009, Kondracke dio a luz a su primer hijo, Diego. Viven en Los Feliz, California.

## Premios y nominaciones
| Año  | Título | Premio/Nominación |
| ---- | ------ | --- |
| 2003 | DEBS   | Premio del jurado al mejor cortometraje del Festival Internacional de Cine de Big Bear Lake - Bearfest * Premio al Mejor Cortometraje del Festival de Cine Lésbico y Gay de Nueva York * Premio del Jurado al Mejor Cortometraje Lésbico del Festival Internacional de Cine Gay y Lésbico de Filadelfia * Gran Premio de los premios PlanetOut Short Movie Awards |
| 2004 | DEBES  | Nominado: Premios Black Movie Awards 2005 por Logro Destacado en Escritura |